# 魔人竜生誕
『魔人竜生誕』（まじんりゅうせいたん）は、第1回ゲームノベルコンテスト大賞受賞作として創土社から刊行されたゲームブック。旧作の復刊を主としてきた同社のゲームブックラインナップの中では、初の完全新作となる。著者は松友健。カバーイラストは小城崇志、本文イラストはMORBIDANCE GRAPHIXが担当。パラグラフ数615。2006年3月10日初版、ISBN 4-7893-0150-8。

## 概要
死の淵から蘇り超人となった青年が、人類に害をなさんとする怪物と激しい戦いを繰り広げる、ゲームブックには珍しい日本製特撮ヒーローテイストの作品。敵の出現→調査→対決と勝利→休息→新たな敵の出現→……という流れの繰り返しで物語が紡がれるのも、この種のテレビドラマで馴染み深いスタイルである。
世界観のみならずゲーム面においても、探索や謎解きといった要素を最小限にとどめ、敵との戦いを前面に押し出した内容となっている。所持金や持ち物を管理するシステムは用意されておらず、本作においてゲームオーバーは原則として戦闘での敗北によるもののみであり、他のゲームブックでは定番ともいえる「罠による一発死」が一切見当たらない。とはいえ、戦闘の難易度は十分な下準備ができているかどうかによって大きく変動するため、それ以外のパートを軽視した場合結局は相応の報いを受けることになる。
また、フラグマトリクスシステムや主神の選択（これらは後述）によって、作中には多数の分岐が存在する。ラストボスとの戦闘やエンディングのような重要な局面には、特にバリエーション豊かでドラマティックな展開が用意されており、電源系のサウンドノベルなどをも思わせる。
その一方で、戦闘やフラグマトリクス管理の煩雑さが、時に問題点として挙げられる。戦闘では一回の攻撃・防御ごとに細かくパラグラフを行き来しなければならない。フラグマトリクスにおいても、数値のチェックや書き換えが頻繁に要求されるため手間がかかり、その分誤記の危険性も高くなる。そのため「いくら分岐が豊富でも、面倒すぎて何度も遊ぶ気になれない」との声も聞かれるし、記入ミスをしてしまいゲームが進行できなくなったという者も少なくない。ただし、これほど複雑な構成であるにもかかわらず、書籍自体の誤植によるバグは発見されておらず、その意味での完成度は高い。
作者は本作について、「鈴木直人氏やS・ジャクソン氏の後追いはしない事」が出発点だったと述べている（本書添付の小冊子『剣社通信』Volume.10「作家対談 俺にも聞け！」より引用）。これまで述べてきたように、成功しているかどうかの評価は分かれるにせよ、確かに既存のジャンルの枠にとらわれない多様な試みを盛り込んだ一冊である。

## システム

### 必要なもの
鉛筆（またはシャープペンシル）、消しゴム、6面体サイコロ2個が必要となる。なお、各ページ欄外にサイコロ2個の出目が印刷されているため、これを利用すればサイコロがなくともプレイ可能である。

### 能力値
主人公は以下の能力値を持つ。キャラクターメイキング時には、指定された条件にしたがって、能力値にポイントを割り振っていくことになる。
生命力
いわゆるヒットポイント。主人公がダメージを受けたときに減少し、0になるとゲームオーバーになる。
持久力
いわゆるマジックポイント。主人公が攻撃を行うときに減少し、0になっても敵が倒せないとゲームオーバーになる。
攻撃力
いわゆる命中値。この値が高いほど、敵に攻撃が命中しやすくなる。攻撃が命中した際に与えるダメージには影響しない。
防御力
いわゆる回避値。この値が高いほど、敵から攻撃が命中しにくくなる。攻撃が命中した際に受けるダメージには影響しない。
生神力
いわゆる経験値。敵を倒すなどしたときに上昇する。一定の値に達するごとに主人公はレベルアップし、能力値が上昇したり、新たな技を覚えたりする。

### 戦闘
このゲームでは戦闘から逃走することはできない。命中判定のシステムはオーソドックスなものである。主人公が攻撃する場合は、主人公の攻撃力とサイコロ2個の出目を足し、敵の防御力以上であれば攻撃が命中、そうでなければ回避されたことになる。反対に敵が攻撃する場合は、主人公の防御力とサイコロ2個の出目を足し、敵の攻撃力以上であれば回避に成功、そうでなければ攻撃は命中したことになる。
本作の最大の特徴は、主人公の攻撃が命中している限り敵は反撃せず、一方的に攻撃できること。ただし、その分敵から受けるダメージは高めである。したがって、防御よりも攻撃を重視した戦術が要求される。
またこのゲームでは、技と敵の相性によって防御力や与えるダメージが大きく異なってくる。加えて、生命力だけでなく持久力が底をついたときもゲームオーバーとなる。そのため、命中率の低い技を使えば攻撃をかわされて敵から反撃を受ける可能性が高いし、逆に命中率が高くとも低いダメージしか与えられない攻撃を繰り返すのは、自分の首を絞めているのと同じである。したがって、命中率とダメージを見比べ、さらには敵の特性などからも類推しつつ、どの攻撃がもっとも有効か、可能な限り早く見極めなければならない。
さらに戦闘中には、敵の累積ダメージが一定値を超えるなどの条件を満たすと、特定の技に対する敵の防御力が大きく減少する。これによって、戦闘開始時には命中しづらかった技が一気に有効打へと変化するのである。もともとこのゲームでの必殺技は、ほとんどの場合一撃で敵を倒せる一方、初期状態では極めて命中しづらい。そこに敵の能力値変動を組み込むことで、小技で敵の体力を削って隙を作り、大技を叩きこんだ上で必殺技で止めを刺すという、ヒーローもののお約束がそのまま再現されている。
なお、サイコロが6のゾロ目であれば主人公の攻撃・防御は必ず成功し、1のゾロ目であれば必ず失敗になるという、テーブルトークRPGのクリティカルとファンブルに似た要素もある。

### フラグマトリクス
記録用紙には、α-1からγ-4まで、4×4のマス目が用意されている。ゲーム中では、指示にしたがってここに数字を書き込んでいく。ただし指示には、「加える（増やす）」と「記入する」の二種類がある。例えば現在のフラグマトリクスβ-1の値が10であるとき、指示が「β-1に20加えること」であれば新しいβ-1の値は30となり、「β-1に20と記入すること」であれば20となる。
記入された数値は、「フラグマトリクスδ-2が30以上であれば、これに48を加えた項目へ進め」などといった形でフラグ管理と分岐に使用されるため、誤記するとゲームが正常に進行できなくなる危険性が高い。上記のような指示の場合、正しい数値と照らし合わせない限り進むべきパラグラフが分からないので、チート行為によって切り抜けることも不可能である。フラグマトリクスの記入・書き替えにあたっては、十分な注意が必要である。

### 命運指数
ゲーム開始時に1から6のうち任意の数字を記入する。この値によりシナリオ進行の順序や、上昇する能力値が変化する。ゲーム中の一定地点で変更することも可能である。

## ストーリー
ある日の夕刻。山道をトラックで走行していた羅田明は、奇怪な化け物に襲われる。抵抗むなしく彼は殺された――はずだった。しかし明は生きていた。彼を復活させた「主神」は語る。死にかけていた明を救うため「霊神将」としての力を与えた、霊神将の定めは「邪魔神」の眷属と戦いこれを倒すことである、と。全身を覆う漆黒の鎧「聖魔甲」、これが霊神将の証なのか……。その時、神の住みかに何者かが闖入してくる。それはまさしく、明を屠った化け物であった。だが霊神将となり、超自然の力「生神力」を手に入れた明の戦闘能力は、常人を超越していた。死闘の末化け物を葬る明。しかしこの勝利は、単なる始まりにすぎない。次々に襲い来る眷属たちを退け、邪魔神そのものを屠るまで、明の戦いは続いていく。

## 登場人物

### 主人公
羅田明（らだ あきら）
23歳。個人経営の配管工として働く青年。両親は既に亡く、親しい友人もいない、天涯孤独の身の上。喋り方はぶっきらぼうだが、心の内に優しさを秘めており、面倒見もいい。邪魔神の眷属に殺害された後、主神に力を与えられて霊神将「猛竜・ジーレギオン」となり、過酷な戦いへ身を投じていく。聖魔甲は黒の竜、徒手空拳で戦う。この物語は、基本的に彼の一人称「俺」で語られる。

### 主神
この作品に登場する神は、天地自然の様々な物や現象に宿る霊「八百万（やおろず）の神」と呼ばれる精霊のような存在である。人間型、動物型、物体に顔がある者等、外見も様々で、性格も様々である。
邪魔神にひけを取らない霊力を持ってはいるが、それは創造や自然の力の行使に向けられているため、戦闘力は邪魔神にまるで及ばない。そのため、神々は邪魔神との戦いのために特化された戦士である霊神将を生み出したのである。
冒頭の選択により、下記の神のうち一柱が明の主神となる（他の神は登場しない）。主神との距離が離れすぎると霊神将の力は半減してしまうため、明は主神と同居しなければならない。
霊神将は戦闘力なら神をも超える力を持つが、主神にだけは逆らえず、主神は望むだけで霊神将に耐え難い苦痛を与える事が可能。
若山萌緑（わかやまもえ みどり）
植物の神。外見は17、8歳ほどの少女。お人よしで明るい性格。いつも笑顔を絶やさないが、内心では明を戦いに巻き込んだことに強い責任を感じているため、彼を懸命に支えようとする。特技は料理をはじめとする家事全般、趣味は読書。
白蛇石丸（はくじゃ いしまる）
大地の神。外見は名前のとおり白蛇。しかし神であるため人語を話すことができ、催眠術めいた能力も用いる。知識も豊富。酒とピーナッツをこよなく愛する。ひねくれた喋り方で軽口ばかり叩くが、その実は市井の人々に対して深い愛着を抱いている。60年前にも人間界へ来て霊神将ゼーガイムを生み出し、共に邪魔神と戦った事がある。
川浅瀬小太郎（かわあさせ こたろう）
小川の神。外見は10歳前後の少年。活発な性格で、年（外見年齢）相応に特撮ヒーローものに熱中する。他の主神と違って、戦いに対して非常に積極的。ヒーローが大好きなので、明にも「正義の味方」として絶対的な信頼を寄せる。

### 敵
邪魔神およびその眷属については、カッコ内にモデルとなった昆虫・節足動物等を示した。
ガヌァヴ（カナブン）
邪魔神の眷属。毒を持った鉤爪で攻撃する。最初に戦う敵。
ヴァーエー（ハエ）
同上。翅を使った高速移動で攻撃を巧みに回避し、口から酸液を吐く。
ガモス（ガとその英名）
同上。毒の鱗粉によって攻撃を仕掛けてくる。
ゲーラ（ケラ）
同上。巨体から繰り出される突撃は絶大な破壊力を持つ。
ヤムスカディ（ヤスデとムカデ）
同上。強靭な外骨格による防御と、触角を用いた精神への直接攻撃を行う。
ヴォーデッド（ハチの英名）
同上。残像を残すほどの超高速移動が可能。両手先の鋭い針が武器。
アジリール（アリジゴク）
同上。空間跳躍能力を持ち、亜空間に隠れることができる。巨大な蟻地獄を模した空間の裂け目「アジリールの渦」を作り出し、獲物をまとめて亜空間に引きずり込む。
ガクウェルオゥ（カゲロウ）
同上。「幻鏡界」なる結界を展開することでこちらを翻弄し、光球を投げて攻撃する。
名称不明の眷属（セミ）
同上。明に「皿を貼り付けたジュース缶のような姿」と例えられる姿をしている。大量催眠術で子供を誘拐する。
アグリディエ（ショウリョウバッタの学名）
同上。妖術の使い手で、鬼火を作り出して攻撃し、妖力による結界でこちらの攻撃を反射する。また分身を生み出したり、人間を暴走させる粉をばら撒く。
ブンロガズィ（フンコロガシ）
同上。肉球を生むことによる再生能力を有し、攻撃が命中する側から傷が回復する。元は人間であり、邪魔神ムズィベラの復活に深く関わった存在でもある。
ビムージンド（カブトムシとその英名）
同上。飛行しながら稲妻と嵐を自在に操る「天空の要塞」であり、最強を自称する。
ムズィベラ（ムシケラ）
邪魔神。はるか昔に異界から現れた災厄。純粋なエネルギーの塊であり、悪意どころか意思すら持たず、ただひたすら周りにあるものを破壊する存在。このゲームの最後の敵。ムズィベラ以外にも邪魔神は存在する（この作品で戦う事は無い）。
藤堂正志（とうどう まさし）
「銀鳳・ザーラスター」。18歳。短い髪に気の強そうな顔立ちの青年。霊神将でありながら邪魔神に下り、明の前にしばしば立ちふさがるライバル。しかし正々堂々とした戦いを好み、一般人をむやみに傷つけるようなことはしない。聖魔甲は銀色の鳥、武器は槍。必殺技は連続突きのゲイボルクフラッシャー。
金鳳・ザーレード
本名は不明。かつて正志と同じ主神の元で共に戦っていた霊神将。正志の憎悪が誤解に基づくものと知っており、彼を止められる戦士を求めている。すでに死亡した身でありながら、明の力を見極めるべく戦いを挑む。聖魔甲は金色の鳥、武器は鉾。

### その他
酒林
主に小太郎ルートに登場する、メガネをかけた青年。草度社の編集者であり、「スーパー・ミステリー・レポーターズ」(SMR)に所属。超常現象の影に隠された真実を突き止め、漫画の形で発表する。普通の書籍編集者としての仕事もこなしている。
古河岩斎
緑、石丸ルートに登場する、古河山に住む古き神。巨大な岩盤に描かれた顔という姿をしている。石丸ルートでは、シナリオ進行次第では意外な真実が明かされる。
ディアブロ
石丸ルートに登場する、中東風のローブをまとった銀髪の男。石丸の過去を知る旧友。明はその正体を、妖精か精霊であろうと推測する。時折語尾に「ぜぇ」と付ける独特の喋り方をする。

## 技
技を使用する際には、技ごとに定められた持久力を消費する。また技を習得した時点では、名前と使用方法以外は一切不明である。具体的な特性やダメージなどは、戦闘の中で使ってみなければ分からない。
下記の4つの技は、ゲーム開始後すぐに使用可能となる。
フルンティングエッジ
超高速で繰り出されるジャブ。命中させやすいものの威力は劣る。
デュランダルストライク
パワーとスピードのバランスがとれたストレート。
ブルトガングマグナム
渾身の力で放つアッパー。その分、速度は遅く当てづらい。
テュルフングドライバー
命中させれば敵を一撃で葬る「原子分解拳」。しかしその威力ゆえ、コントロールは至難の業。
以降は、ゲームの進行に伴って習得する技である。一定の条件を満たす必要があるものや、通常の戦闘では使用できないものもある。
ガラテインラッシャー
パワーも兼ね備えた無数の連続攻撃。
アスカロンセイバー
敵の特殊能力を無効化する光を放つ。だが小細工を行わない相手には無意味。
ダインスレフウェーブ
生神力の力場を爆弾のように爆発させ敵を吹き飛ばす。
ダモクレスハルシネーション
念波によって敵の精神に直接打撃を与える。場合によっては敵の心の中を覗き見ることも可能。
ブラッククロム・レイ
手刀で空間を切り、無限の切断力を持つ漆黒の刃を生む。
レーヴァンテインフレア
生神力を大きく高めたことで習得する技。敵のみならず、自らを含むあらゆるものを消滅させる「究極の滅びの力」。
グラムノヴァ
二人の霊神将が放つ「合体奥義」。一方が敵の防御を無効化した上で攻撃を引き付け、その隙にもう一方が攻撃を叩き込む。

## その他
- 主人公や敵の怪物は、仮面ライダーシリーズと『デビルマン』がベースとなった。これらの作品は、主人公の姓と名にも反映されている。
- 小太郎は、勇者シリーズに登場する主人公の少年キャラクターがモデルである。
- 酒林は、『MMR マガジンミステリー調査班』のキバヤシと、創土社の担当編集者を元にしている。
- 作中に登場する神のネーミングにあたっては、『俺の屍を越えてゆけ』を参照している。
- 唯一のバッドエンディングがパラグラフ14番であるのは、『グレイルクエスト』の「恐怖の14」に倣ったものと考えられる。